# Bucòliques
Les Bucòliques (en llatí: Bucolica) és un poema de Virgili, inspirat en l'obra homònima del grec Teòcrit de Siracusa. Està compost per deu èglogues (aquí neix el nom del gènere, l'ègloga, tan conreada en el Renaixement). Els seus protagonistes són pastors que canten en paisatges propis del locus amoenus, però que es veuen pertorbats pels canvis polítics i la passió amorosa. El poema està escrit en hexàmetres i va gaudir de gran èxit. S'aprecia la influència de la poesia de Valeri Catul, entre d'altres.

## Argument de les èglogues

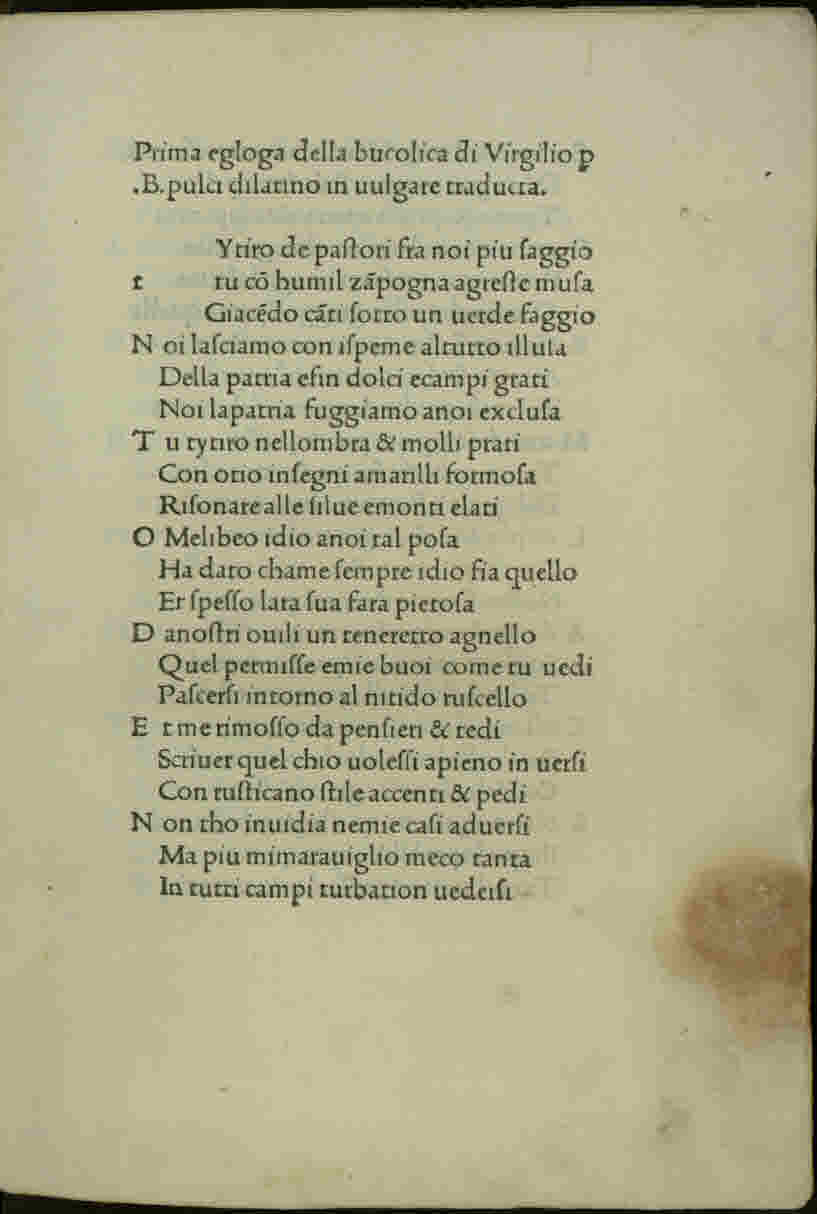
Bucolica (1481)

1a: És un diàleg entre dos pastors, un d'ells es lamenta de la confiscació de les seves terres (episodi autobiogràfic), però agraeix la seva fortuna a un jove déu (identificat amb Octavi August), mentre l'altre se sorprèn de la calma del seu amic, ja que ell pateix per culpa d'Amarilis, la seva estimada.
2a: Un pastor intenta atreure l'atenció d'un jove esclau, estimat pel seu amo. Aquí abunden les descripcions del paisatge, identificat amb l'Arcàdia grega, i les lloances al propi caràcter. El tema principal és l'amor no correspost.
3a: Dos pastors competeixen per veure qui és millor poeta i es critica el mal art d'alguns autors contemporanis a Virgili.
4a: El poema s'allunya del to general de l'obra per parlar d'un nen que naixerà i que tornarà la humanitat a l'edat d'or perduda. Sembla fet per lloar els seus benefactors, però els cristians van voler llegir una profecia del naixement de Jesús.
5a: Dos pastors canten alternativament la història de Dafnis, mort però no oblidat i es regalen presents en forma d'objectes i de cançons.
6a: Recrea un episodi present en Apol·loni de Rodes (les referències a la literatura anterior són constants en l'obra), en què tres persones segresten Silenus perquè els canti una història mitològica.
7a: Una nova competició poètica, amb el tema de descriure l'ambient.
8a: Dos pastors expliquen com els seus amants (un home i una dona) els han traïts per altres persones i recorden com històries similars van causar desgràcies en el passat. El seu cant meravella els animals i la natura mateixa.
9a: Es repeteix el tema de la confiscació de terres, però ara narrat en tercera persona, ja que dos pastors en parlen d'un tercer, a qui l'art no li ha servit per a evitar-ne la pèrdua.
10a: El poema acaba amb el sol que es pon després d'haver sentit una última història d'amor desgraciat, basada en un afer real.